# لويس رودريغيز (لاعب كرة قدم كولومبي)
لويس رودريغيز (بالإسبانية: Luis Rodríguez) هو لاعب كرة قدم كولومبي، ولد في 15 فبراير 1995 في Turbo, Colombia ‏ في كولومبيا.

## وصلات خارجية
- لويس رودريغيز (لاعب كرة قدم كولومبي) على موقع قاعدة بيانات كرة القدم.إي يو (الإنجليزية)
- لويس رودريغيز (لاعب كرة قدم كولومبي) على موقع Soccerway.com (الإنجليزية)